# Kenardo Forbes
Kenardo Forbes (Kingston, Jamaica; 15 de mayo de 1988) es un exfutbolista jamaicano. Juagaba de centrocampista. Fue internacional absoluto por la selección de Jamaica, con la que disputó 3 partidos.

## Trayectoria
Forbes comenzó su carrera en su país por el Naggo Head FC y el Waterhouse FC. Desde 2011 continuó en Estados Unidos. En 2018, Forbes fichó con el Pittsburgh Riverhounds de la USL Championship.

## Selección nacional
Debutó por la selección de Jamaica el 31 de enero de 2010 ante Canadá por un amistoso.

## Clubes
| Club                   | País           | Año       |
| ---------------------- | -------------- | --------- |
| Naggo Head FC          | Jamaica        | 2006-2007 |
| Waterhouse FC          | Jamaica        | 2007-2011 |
| Utica City FC (Indoor) | Estados Unidos | 2011-2018 |
| Waterhouse FC          | Jamaica        | 2014      |
| Rochester Rhinos       | Estados Unidos | 2015-2017 |
| Pittsburgh Riverhounds | Estados Unidos | 2018-2024 |